# Vivekananda

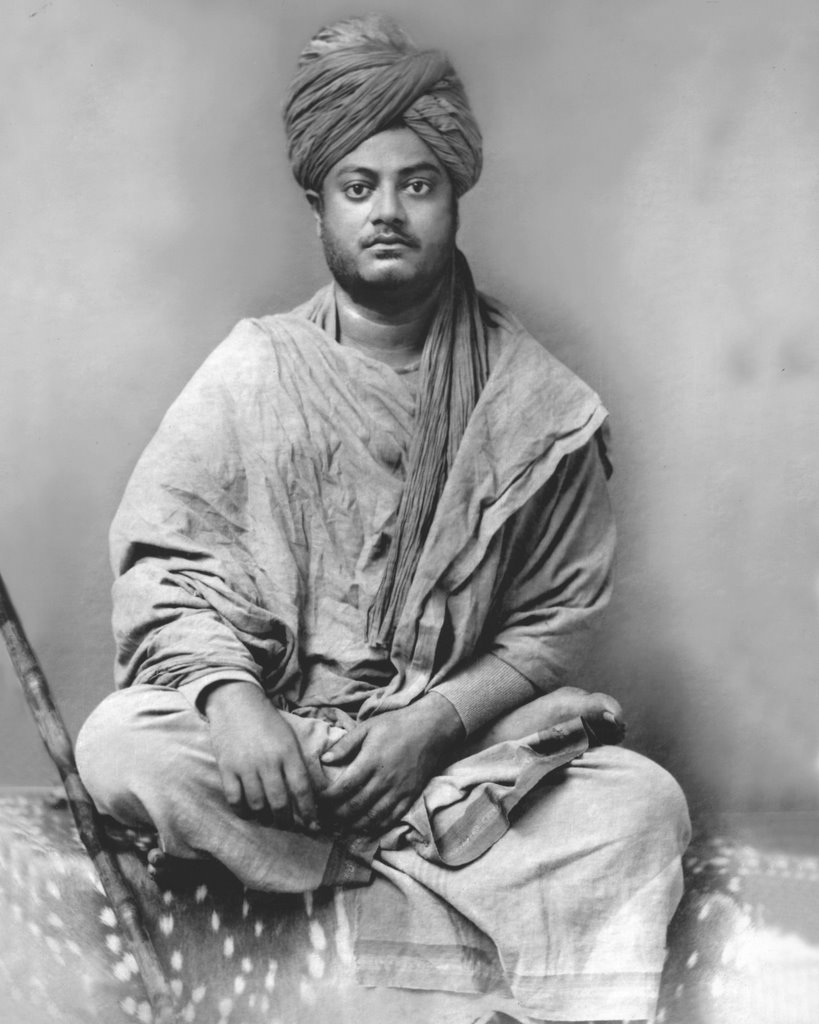
Vivekananda

Vivekananda (bengalisch বিবেকানন্দⓘ Bibekānanda, * 12. Januar 1863 in Kolkata; † 4. Juli 1902 in Haora; bürgerlicher Name: Narendranath Datta) war ein hinduistischer Mönch, Swami und Gelehrter. Vivekananda sprach 1893 in Chicago als erster Hindu vor dem Weltparlament der Religionen (World Parliament of Religions), wodurch er große Berühmtheit erlangte.

## Leben
Vivekananda war der Sohn eines Rechtsanwalts aus Kalkutta (heute: Kolkata), einem der wichtigsten geistigen Zentren des kolonialen Indiens. Er setzte sich schon in seinen Collegejahren am Presidency College in Kalkutta ab 1880 mit westlichen Philosophen und Intellektuellen wie Hegel, Herbert Spencer und August Comte auseinander. Anfangs gehörte er einer hinduistischen Reformbewegung, dem Sadharana-Samaj an, bei der er jedoch die persönliche religiöse Erfahrung vermisste. Im Alter von 18 Jahren besuchte Narendranath Datta den Mystiker Ramakrishna im Kali-Tempel Dakshineshwar zum ersten Mal. Dieser soll ihn mit Tränen in den Augen empfangen haben. Der an englischen Schulen erzogene und zum Atheismus neigende Narendranath blieb jedoch zunächst skeptisch. Ramakrishna gab ihm ganz persönliche Unterweisung und nach und nach überwand er seine inneren Widerstände und wurde zu seinem Lieblingsschüler. Im Jahre 1884 wurde Vivekananda Mitglied im Bund der Freimaurer, seine Loge, Anchor and Hope No. 1, ist in Kalkutta ansässig. Nach dem Tod seines Meisters 1886 ging Vivekananda auf eine religiöse Pilgerreise durch Indien. Er besuchte unter anderem Benares, Ayodhya, Mysore und Madras. 1893 hielt er sich in den USA auf und wurde als ungeladener Gast auf dem Weltparlament der Religionen bei der World’s Columbian Exposition in Chicago nach einem viel umjubelten Auftritt als strahlender Vertreter indischer Religiosität einem breiten Publikum im Westen bekannt.
In seiner dortigen Ansprache am 11. September stellte Vivekananda den Hinduismus als eine allen Menschen offene Weltreligion dar, mit einem philosophischen Kern, den er mit dem Advaita Vedanta identifizierte. Dabei ging er auch auf andere, zeitgenössische Fragen ein, wie die Frage nach dem Verhältnis des Hinduismus zu anderen Religionen, beziehungsweise die Frage nach dem Verhältnis von Hinduismus zu den damals neu etablierten Naturwissenschaften.
Vivekananda war es wichtig, die außerordentliche Bedeutung von Spiritualität zu betonen. Die Herausforderung bestand jedoch darin, Indiens materiellen Wohlstand zu fördern und zugleich das spirituelle Leben beizubehalten. Als er im Dezember 1893 in die Vereinigten Staaten kam, war er von vielem, was er sah, beeindruckt. In einem Brief schrieb er, dass die Inder zwar in Bezug auf Spiritualität den Amerikanern weit voraus seien, die amerikanische Gesellschaft jedoch in anderen Dingen den Indern weit überlegen wäre. Er bewunderte die westliche Wissenschaft, die Technik, die Methoden zur Steigerung des Lebensstandards, die Rechtschaffenheit der Menschen, sowie die größere Disziplin, das Organisationstalent und das soziale Engagement. Dies alles wollte er auf der einen Seite in den Hinduismus integrieren. Auf der anderen Seite wollte er den Westen für den Hinduismus gewinnen. Auf diese Weise versuchte er die durch Aushandlungsprozesse entstandenen Gegensätze des "spirituellen Ostens" und des "materiellen Westens" zu überwinden und die gegenseitige Ergänzung von Spiritualität und Materialität zu betonen.
So bestimmte Vivekananda in Auseinandersetzung mit der westlichen Religionsdebatte des 19. Jahrhunderts auf dem Weltparlament der Religionen das erste Mal den Hinduismus, mit all seinen unterschiedlichen Strömungen, als Religion. Seine 13. und letzte Rede auf dem Kongress schloss mit folgenden Worten:

„Wenn das Parlament der Religionen der Welt etwas gezeigt hat, dann ist es Folgendes: Es hat der Welt bewiesen, dass Heiligkeit, Reinheit und Mildtätigkeit nicht ausschließliche Besitztümer irgendeiner Kirche in der Welt sind und dass jedes System Männer und Frauen von erhabenstem Charakter erzeugt hat. Angesichts dieser Tatsachen bemitleide ich von ganzem Herzen denjenigen, der vom ausschließlichen Überleben seiner eigenen Religion träumt und von der Zerstörung der anderen; und ich zeige ihm, dass auf dem Banner jeder Religion trotz Widerstandes bald geschrieben stehen wird: ‚Hilfe und nicht Kampf‘, ‚Gegenseitiges Durchdringen und nicht Zerstörung“, „Harmonie und Frieden und nicht Widerspruch‘.“

Seine Reden fanden in Amerika so großen Anklang, dass er in New York die „Vedanta Society“ gründete. Entgegen dem Wunsch einiger seiner westlichen Anhänger konzentrierte er sich fortan nicht ausschließlich auf seine Arbeit im Westen, sondern verstand seine Tätigkeit im Osten wie Westen als einander ergänzend. Finanziert wurden seine Reisen unter anderem vom Maharadscha von Mysore.
Während Vivekanandas Aktivitäten in den Vereinigten Staaten änderte sich bei ihm allmählich das Verständnis der eigenen Mission. Seiner Ansicht nach war die indische Religion für Amerika wichtig, und so entwickelte er den Gedanken einer Weltmission. Sie sollte den Vedanta lehren, den Vivekananda universal auslegte. Nach dieser Neuinterpretation war Spiritualität mit Materialismus, Fortschritt mit Glauben, Wissenschaft mit Mystik und Arbeit mit Nachdenken vereinbar.
Auf diese Weise versuchte Vivekananda die durch Aushandlungsprozesse entstandenen Gegensätze des „spirituellen Ostens“ und des „materiellen Westens“ zu überwinden und die gegenseitige Ergänzung von Spiritualität und Materialismus zu betonen. Denn der „spirituelle Osten“ kann sich nur von einem „materiellen Westen“ abgrenzen, wenn es diesen auch gibt. Das heißt, die Definition eines „spirituellen Ostens“ und eines „materiellen Westens“ sowie deren Unterschiede müssen ausgehandelt, bzw. festgelegt werden, da die Gegensätze nicht von Natur aus gegeben sind.
Nach seiner Rückkehr nach Indien gründete Vivekananda 1897 die Ramakrishna-Mission. Er erwarb das heute als Belur Math bezeichnete Areal in Belur (Haora), das Sitz der Ramakrishna-Mission und des Ramakrishna Math ist. In enger Verbindung mit dem Orden strebt die Organisation danach, die Lehren des Meisters zu verbreiten und durch die Errichtung und Betreuung vieler Schulen, Krankenhäuser, Waisenhäuser, Clubs und Bibliotheken kulturelle und vor allem soziale Arbeit zu leisten.
Vivekananda reiste erneut durch Nordindien und widmete sich in der Bergeinsamkeit des Himalaya der Meditation. Er starb in Belur Math an Diabetes.

## Lehre

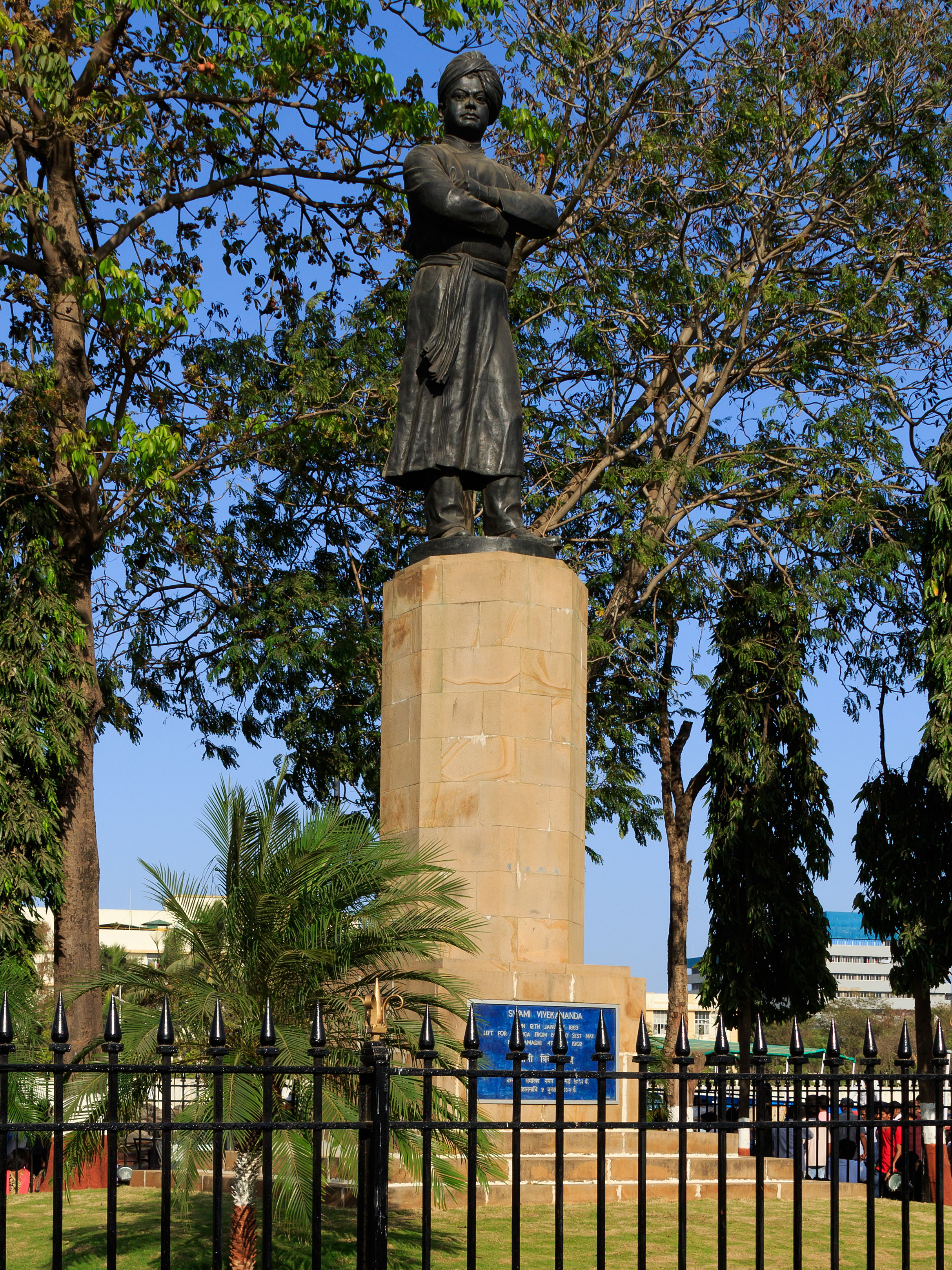
Vivekananda-Statue in Mumbai (Bombay)

Vivekanandas Lehre ist durch Erfahrungen und Innerlichkeit geprägt und widerspricht seines Erachtens auch nicht der Naturwissenschaft. Im Gegenteil beschrieb er seine Philosophie als das Ergebnis, zu dem alle anderen Wissenschaften gelangen werden, denn Spiritualität und Wissenschaft sind miteinander vereinbar. Vivekanandas Ideen basierten auf der Philosophie des Vedanta. Vivekananda beanspruchte dabei, in der Tradition des klassischen Advaita Vedanta zu stehen, wie ihn Shankara im 8. Jahrhundert auf Grundlage der Upanishaden vertreten hat. Diese legte er 1893 beim Weltparlament der Religionen als zentrale Philosophie des Hinduismus fest. Tatsächlich nahm Vivekananda jedoch eine grundlegende Neubestimmung vor: Bei Shankaras Advaita Vedanta handelt es sich um einen exklusiven asketischen Erlösungsweg, der ausschließlich von Brahmanen praktiziert wurde. Das Ziel des Advaita Vedanta ist die Erkenntnis (Wissen, jñāna) der Einheit von Atman und Brahman, der eigenen Seele und Brahman. Shankara betonte, dass ausschließlich diejenigen Erlösung finden, die zu dieser Erkenntnis gelangen, während alle anderen im Wissen der Welt (māyā) verhaftet bleiben. Der Weg zur Erkenntnis führt, in Abwendung von der Welt, über die Veden, zur Einsicht, dass die Welt eins ist, nämlich Brahman. Vivekananda dagegen verstand Advaita Vedanta als eine universale Religion, deren Ziel die Erfahrung ist. Nach seinem Verständnis hat das Weltwissen in abgestufter Weise Anteil an der Erlösung, die ihren Wahrheitsanspruch mit der Überprüfbarkeit an der Erfahrung und der Übereinstimmung mit ewigen Naturgesetzen begründet und die Veden als Zeugnis von persönlichen Erfahrungen versteht.
Vivekananda sah im Vedanta die Krone aller Religionen, weil er allgemein sei und mit der Evolutionstheorie übereinstimme. In drei Stufen steige die Seele aus der Gebundenheit zur himmlischen Freiheit empor: In der ersten wisse sie nur, dass sie von Gott entfernt sei (dualistische Religion, vgl. Samkhya); in der zweiten erkenne sie die Einheit von Gott und Seele, die sich aber doch unterscheiden (Ramanujas Vishishtadvaita). In der höchsten Phase erkenne die Seele die völlige Identität mit Gott (Shankaras Advaita). Zudem diente der Advaita Vedanta auch als Fundament einer nationalistischen Identität aller Hindus im Kontext der Kolonialisierung.
Vivekananda lässt alle klassischen Heilswege des Hinduismus gelten: Jnana Yoga (Weg des Wissens), Bhakti Yoga (Weg der Hingabe an Gott), Karma-Yoga (Weg der guten Taten) und Raja-Yoga (königlicher Yoga). Die Taten (Karma) fasst er jedoch nicht auf rituelle, sondern auf philanthrop-soziale Art auf; sie würden verrichtet, weil Gott oder der Atman in jedem Wesen anwesend sei. Die Bhakti (Hingabe) hingegen zeige sich in Opfern und Liebe. Jnana Yoga dagegen ist der intellektuell-spirituelle Weg zur Erkenntnis. Jeder wähle den Weg, der seiner Mentalität und seinem Bildungsniveau am besten entspreche. Er formuliert zudem ein monistisches Gottesbild.
Er betrachtet es als falsch, die Welt zu vernachlässigen oder zu verachten. Doch obwohl sie einen göttlichen Kern habe, sei sie vergänglich. Der Hinduismus im Sinne eines die Bhakti betonenden Vedanta verdiene es, gegen die materialistische Zivilisation des Westens verteidigt zu werden, vorausgesetzt, dass er seiner sozialen Verpflichtung nachkomme. Die Themen der Bhagavad Gita hätten ihre Aktualität auch in der Gegenwart voll bewahrt. Die von ihm gegründete Ramakrishna-Bewegung will als erste indische Missionsgesellschaft die Vedanta-Lehren auch im Ausland verbreiten. Dies ist nur möglich, da er die Öffnung des vedantischen Heilswegs ausnahmslos für die Allgemeinheit einforderte und somit den exklusiv asketisch-brahmanischen Zugang zum Heilsweg ablehnte. Vivekananda lehnte die absolute Schriftautorität der Veden ab und betonte dagegen die religiöse Erfahrung. Er weitete die zwei Stufen des Wissens zu einer inklusivistischen Theologie der Religionen aus, in der jeder Zugang zu Gott ein Abbild der Wahrheit war und als ein Teil des rechten Wegs im Hinduismus zu verstehen ist: „Der Mensch schreitet nicht von Irrtum zur Wahrheit, sondern von Wahrheit zu Wahrheit, von einer niedrigeren zu höherer Wahrheit.“ Gemäß dieser Lehre entfaltet er seine Sozialethik, die darauf abzielt, dass es nur ein Unendliches geben kann. Weil die Seele ein Teil davon ist, gilt der Grundsatz, dass man seinen Nächsten nicht töten oder verletzen darf. Im Umkehrschluss würde man sich sonst selbst verletzen.
Vivekananda liefert zwei Begründungsfiguren, die seine Vorstellung des Hinduismus als einheitliche, ernstzunehmende Religion stützen. Den allgemeinen und bis in die Gegenwart diskutierten Vorwurf, der Begriff „Hinduismus“ fasse lediglich die zahlreichen religiösen Strömungen Indiens zusammen, kehrt er in eine Stärke des Hinduismus um. Dieser wird in dem Zusammenhang als einende, alles integrierende Kraft, nicht als leerer Überbegriff verstanden. Um diesem Hinduismus noch mehr Autorität einräumen zu können, kommt nun die zweite Begründungsfigur Vivekanandas zum Tragen. Indem er den Kern des Hinduismus und den der Wissenschaft als im Einklang miteinander betrachtet, erschwert er den Versuch, seine Religion als Aberglaube abzutun. Ausgangspunkt hierfür sind die Veden, in denen er Geistesgesetze verkörpert sieht. Der in diesen Geistesgesetzen enthaltene Wahrheitsanspruch, so Vivekananda, spiegelt sich wiederum in den naturwissenschaftlichen Gesetzen wider. Beiden, dem Hinduismus und der Wissenschaft allgemein, sei zudem die Suche nach Einheit gemein. Und in der Tatsache, dass ebendiese Einheit im hier beschriebenen Hinduismus erfahrbar sein soll, liegt demnach eine weitere Stärke dieser Religion. Sie „wird“ zur Erfahrungsreligion und bedient keinen blinden Glauben. Aus diesem Winkel betrachtet richtet sich der wissenschaftliche Anspruch, den Vivekananda an seine Religion knüpft, jedoch gewissermaßen gegen Offenbarungsreligionen, da diese leichter als irrational und als mit Wissenschaft oder Geistesgesetzen inkompatibel abgetan werden können. Diese Kritik gilt v. a. dem Christentum in seinem Wesen als Offenbarungsreligion, dessen Vertreter sich kritisch gegen Naturwissenschaftler wie Charles Darwin gestellt haben, so Vivekananda. Die Religion – verstanden als Innerlichkeit – hat allerdings einen anderen Stand als die Naturwissenschaften – weil so deren Trennung vollzogen ist, sei der Hinduismus in der Auslegung Vivekanandas allen anderen Religionen überlegen.
Vivekanandas Vorträge, in denen er oft das indische mit dem westlichen Gesellschaftsbild vergleicht, erzielten bei westlichen Zuhörern eine große Wirkung. Indien ist für ihn die Wiege der Spiritualität und religiösen Hingabe sowie der Verwurzelung der Menschen in den wahren (d. h. geistigen) Werten des Lebens, wohingegen der Westen zwar technologisch fortschrittlich, aber letztlich einem seelenlosen Materialismus und Konkurrenzdenken verfallen sei. So kehrt Vivekananda das westliche Othering um. Dieses stellte den aktiven Westen gegenüber dem passiven Indien. Im Rahmen rasanter sozio-kultureller und wirtschaftlicher Veränderungen stellte der Bezug zu einem in sich selbst ruhenden spirituell getragenen Indien ein vielversprechendes Kontrastprogramm dar, denn es bot die Möglichkeit einer innerlichen Distanzierung von der eigenen gesellschaftlichen Wirklichkeit. Grundlegend für Vivekanandas Gesellschaftsbild vom Westen war seine Lektüre Herbert Spencers und dessen Konzept der „gesellschaftlichen Evolution“, ein Vorläufer des modernen Sozialdarwinismus.
Vivekanandas zentrale Themen sind positive Weltsicht und Nächstenliebe. Rabindranath Tagore soll zu seinem französischen Kollegen Romain Rolland gesagt haben: „Wenn Sie Indien verstehen wollen, müssen Sie Vivekananda studieren.“ Derartige Aussagen machen deutlich, wie stark Vivekanandas Hinduismus-Interpretation das Bild Indiens im Westen, aber auch das der verwestlichten Eliten in Indien selbst geprägt hat. Zu seinen Freunden zählte auch der deutsche Indologe Paul Deussen. Vivekananda besuchte Deussen im August 1896 in Kiel.
Mit seiner Fassung des Hinduismus als Religion, die durch Erfahrung und Innerlichkeit geprägt sei und aufgrund der jeweils unterschiedlichen Gegenstandsbereiche der Naturwissenschaft nicht widerspreche, nahm Vivekananda Teil am globalen Religionsdiskurs des 19. Jahrhunderts. So konzipierte beispielsweise der liberale Protestantismus, z. B. durch Ernst Troeltsch, die eigene Religion des Christentums in Auseinandersetzung mit der neuen Disziplin der Religionsgeschichte und mit den Naturwissenschaften analog durch Innerlichkeit und Erfahrung. Diese Neukonzeptionen unterschiedlicher Religionen geschahen damit innerhalb eines globalen Aushandlungsprozesses.

## Frauen: Bildung, Nationalismus und Sister Nivedita
Für Vivekananda stand nicht nur Bildung im Allgemeinen, sondern auch die Bildung von Frauen im Besonderen im Mittelpunkt seines sozialen Engagements. Für ihn, wie für viele andere Reformer des späten 19. und frühen 20. Jahrhunderts, begründete sich die Notwendigkeit von Frauenbildung in der Tatsache, dass er der Frau eine große Rolle im Erhalt von Kultur und damit im aufkommenden Nationalismus zusprach. Er sah in Frauenbildung den Schlüssel für die Erweckung Indiens. Darüber hinaus beschäftigte sich Vivekananda oft mit dem Thema der Rechte hinduistischer Frauen.
Hierbei postulierte er einen Unterschied zwischen westlichen Frauen und den Frauen Indiens. Erste seien "Ehefrauen", letztere zuallererst "Mütter". Dies deckt sich mit vielen anti-kolonialen Bestrebungen des frühen 20. Jahrhunderts, innerhalb derer das viktorianische Frauenbild, welches die Frau als Mutter, als Bewahrerin und Erzeugerin von Kultur und Rasse definierte, übernommen wurde. Frauenbildung, könne – so Vivekanandas Überzeugung – ausschließlich von ausländischen Frauen, wie Magaret, die sich durch Aufrichtigkeit, Reinheit und Liebe, Strebsamkeit auszeichne, übernommen werden:
Hierbei war sich Vivekananda einig mit seiner Schülerin Margaret Noble (Sister Nivedita). Margaret Noble kam 1895 nach Indien, Bengalen, und engagierte sich dort zusammen mit Vivekananda für die Rechte hinduistischer Frauen, insbesondere deren Bildung. Im Zuge dessen gründete sie 1898 in einem Zimmer in einem Armenviertel in Kalkutta eine Mädchenschule, die Ramkrishna Sarada Mission Sister Nivedita Girls' School für indische Mädchen, die noch heute besteht. Sie engagierte sich in der Jugendarbeit und übte großen Einfluss auf die junge Generation aus. Bald schon begriff sie ihre Lehrtätigkeit als Wohltätigkeitsarbeit nicht nur für die indische Bevölkerung, sondern als Teil des Globalprojekts Vivekanandas, der gesamten Menschheit durch die indische Spiritualität den Weg zu weisen.

## Schriften
- Hinduismus. Rascher, Zürich 1935.
- So spricht Vivekananda. Bearb. von Fritz Kraus. O. W. Barth Verlag, 1954.
- Gespräche auf den Tausend Inseln, Rascher Verlag, Zürich 1944
- Bhakti-Yoga – Der Pfad der Liebe. Phänomen Verlag, ISBN 3-933321-59-X.
- Jnana-Yoga – Der Pfad der Erkenntnis. Phänomen Verlag, ISBN 3-933321-71-9.
- Raja-Yoga – Der Pfad der Konzentration. Phänomen Verlag, ISBN 3-933321-56-5.
- Karma-Yoga – Der Pfad der Arbeit. Phänomen Verlag, ISBN 3-933321-55-7.
- Mein Meister Ramakrishna. Phänomen Verlag, ISBN 3-933321-90-5.
- Vedanta – Der Ozean der Weisheit. O. W. Barth Verlag, ISBN 978-3-502-62603-9.
- Yogasutra. Mit Sanskrit-Text, Übersetzung und Kommentar. edition sawitri, Karlsruhe 2019, ISBN 978-3-931172-38-1
- Martin Kämpchen (Hrsg.): Wege des Yoga: Reden und Schriften. Verlag der Weltreligionen, Frankfurt am Main/ Leipzig 2009, ISBN 978-3-458-70019-7.

## Sonstiges
An der Südspitze des Indischen Subkontinents, dem Kap Komorin, befindet sich auf einer kleinen Felseninsel ca. 400 Meter vor dem Festland das Vivekananda-Felsendenkmal, eine 1970 errichtete Gedenkstätte für Vivekananda, der dort 1892 drei Tage meditierend verbrachte. Direkt neben dieser liegt eine zweite Insel mit der Tiruvalluvar-Statue. Von Kanyakumari aus besteht eine Fährverbindung zu den Inseln.